# Kocudza Górna
Kocudza Górna – wieś w Polsce położona w województwie lubelskim, w powiecie janowskim, w gminie Dzwola.

## Krótki opis
W latach 1916–1954 istniała gmina Kocudza. W latach 1975–1998 miejscowość administracyjnie należała do województwa tarnobrzeskiego. Według Narodowego Spisu Powszechnego (III 2011 r.) liczyła 157 mieszkańców i była trzynastą co do wielkości miejscowością gminy Dzwola. Miejscowość należy do parafii Matki Boskiej Częstochowskiej w Dzwoli.

## Historia
Miejscowość powstała w 1841 r. poprzez osadzenie dwudziestu rodzin na odłogach. Koloniści rekrutowali się spośród mieszkańców okolicznych wsi, a przede wszystkim z Kocudzy. W połowie XIX wieku powstała karczma. W 1897 roku wieś zamieszkiwało 118 osób. W 1964 roku powstała jednostka OSP.